# Prolixocupes
Prolixocupes är ett släkte av skalbaggar. Prolixocupes ingår i familjen Cupedidae.
Kladogram enligt Catalogue of Life:
| Prolixocupes | \| \| Prolixocupes latreillei \| \| \| \| \| \| Prolixocupes lobiceps \| \| \| \| |
|              | \| \| Prolixocupes latreillei \| \| \| \| \| \| Prolixocupes lobiceps \| \| \| \| |
|              | Adinolepis                                                                        |
|              |                                                                                   |
|              | Ascioplaga                                                                        |
|              |                                                                                   |
|              | Cupes                                                                             |
|              |                                                                                   |
|              | Distocupes                                                                        |
|              |                                                                                   |
|              | Paracupes                                                                         |
|              |                                                                                   |
|              | Priacma                                                                           |
|              |                                                                                   |
|              | Rhipsideigma                                                                      |
|              |                                                                                   |
|              | Tenomerga                                                                         |
|              |                                                                                   |
|              | Prolixocupes latreillei                                                           |
|              |                                                                                   |
|              | Prolixocupes lobiceps                                                             |
|              |                                                                                   |

|  | Prolixocupes latreillei |
|  |                         |
|  | Prolixocupes lobiceps   |
|  |                         |